# Før det er for sent
Før det er for sent er en dansk dokumentarfilm fra 1977, der er instrueret af Flemming Arnholm.

## Handling
En gennemgang af principperne for førstehjælp i sygdoms- og ulykkestilfælde.